# 卡肯斯托夫
卡肯斯托夫是德国下萨克森州的一个市镇。总面积12.70平方公里，总人口1416人，其中男性679人，女性737人（2011年12月31日），人口密度111人/平方公里。